# 荷馬李

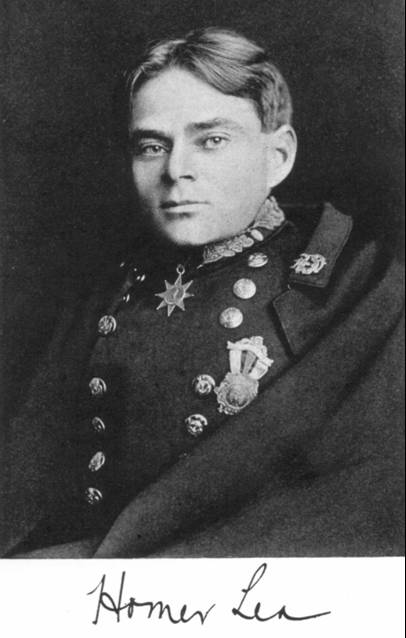
荷馬李戎裝照

荷馬李（英語：Homer Lea，又譯李何默、咸马里，1876年11月17日—1912年11月1日），美國人，出生於美國科羅拉多州丹佛，1912年擔任中華民國首席軍事顧問，同盟會會員，著有地缘政治学研究等書籍。

## 經歷
他的父親因為礦業與房地產而致富。他因患有脊椎側彎而嚴重駝背（另一說是出生時健康，但嬰孩時因掉落後撞到壁爐的石頭而導致駝背），身高只有160公分（約5呎3吋，重約100磅），視力也不佳。但立志成為軍事家，曾入西點軍校，不久因健康理由遭到開除，後來進入斯坦福大學讀書。他飽讀世界軍事名著，應康有為邀請來中國訓練“保皇軍”，封為“大將軍”。舊金山呼聲報於1900年4月22日的頭版報導他的活動，標題是〈加州年輕人計畫成為中國叛軍總司令〉，引起清朝駐舊金山總領事何祐通知清朝，防範保皇黨的軍事行動。
1908年，他構想出大膽的軍事冒險紅龍計劃，準備革命征服中國南部兩廣地區。他與一些美國商人和容閎密謀，想要通過容閎爭取中國南方各種派系和秘密會社，形成統一戰線組織一支軍隊，由他指揮革命。成功之後，由容閎領導革命力量的聯合政府，而他和他的共謀者希望在新政府獲得廣泛的經濟利益。紅龍計劃最初想由容閎透過他的學生唐紹儀爭取袁世凱，但是唐紹儀拒絕。1910年他與孫中山見面後，雙方同意合作。1911年，他與Ethel在田納西州的娘家結婚。1912年1月1日，中華民國成立，孫中山成為臨時大總統，荷馬李被任命為首席軍事顧問。荷馬李不久中風，被迫回到美國，在1912年11月1日病逝，下葬時仍身穿中華民國的將軍服。

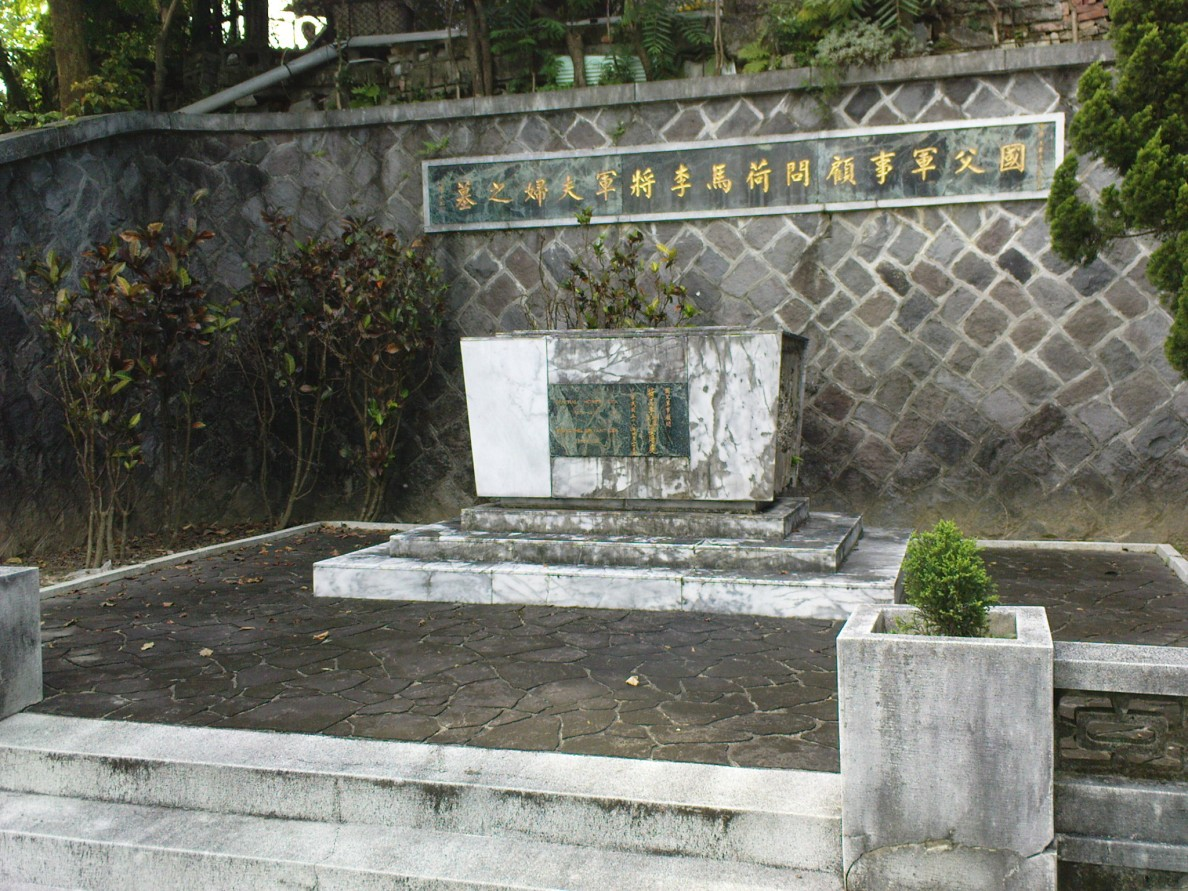
荷馬李墓（2010年）

他留下了希望葬在中國土地上的遺願。1969年4月，其骨灰自美國洛杉磯遷到臺北陽明山第一公墓長眠、墓碑書有「國父軍事顧問荷馬李將軍夫婦之墓」。蔣中正指示俟將來大陸光復，再為遷葬南京。
2025年，荷馬李後人向政府機關申辦遷葬事宜，美國方面也曾派員會勘。同年7月28日，家屬將靈骨自陽明山公墓起掘，30日移靈返美。

## 著作
荷馬李心中所設想的戰略三書（Strategic Trilogy），其中《無知之勇》（The Valor of Ignorance）與《撒克遜時代》（The Day of the Saxon）分別於1909年、1912年出版，而撰寫中的第三本：《斯拉夫的蜂擁》（The Swarming of the Slav）則尚未完成即過世。另著有一本小說《紅鉛筆》（Vermilion Pencil），於1908年出版。
他在生前所著《無知之勇》（The Valor of Ignorance）一書中預測日本將發動太平洋戰爭，書中提醒美國須注意國家最大的危險是日本，並判斷日本會從海上攻擊美國，當時書中預言，被美國人譏為瘋子。直到1941年12月7日爆發珍珠港事件，時隔30年，荷馬李的預言成真，驗證了他對軍事研究的獨到之處。

## 外部連結
- The Homer Lea Research Center A research site developed by Dr. Lawrence M. Kaplan, an authority on the life of Homer Lea and author of Homer Lea: American Soldier of Fortune.
- Who is Homer Lea? （页面存档备份，存于） A website entirely dedicated to our unsung hero, Homer Lea.
- Video of Homer Lea's remains arriving at TaipeiSongshan Airport. （页面存档备份，存于）
- The valor of ignorance, Internet Archive